# Y Leonis Minoris
Y Leonis Minoris är en pulserande variabel av RR Lyrae-typ (RRAB/BL) i stjärnbilden Lilla lejonet. 

Stjärnan är av visuell magnitud +11,4 till13,3 och varierar med en period av 0,524471 dygn eller 12,5873 timmar. RR Lyrae-stjärnornas period varierar mellan 0,2 och 1,2 dygn med ett medianvärde på 0,5 dygn. Y Leonis Minoris ligger alltså ungefär på medelvärdet.